# Серафим (Скуратов)
Архиепи́скоп Серафи́м (в миру Гео́ргий Евге́ньевич Скура́тов; 9 июня 1941, Познань — 20 января 2021) — архиерей, сначала в ИПЦ Молдовы, а с 2018 года — в ПРЦ/РПЦЗ(Р), архиепископ Бирмингемский и Европейский (2007—2021).

## Биография
Родился 9 июня 1941 года в семье латгальских дворян в городе Позене (с 10 сентября 1939 года Познань была в составе гитлеровской Германии). Его родители бежали из Латгалии в период образования Латвийской советской республики. Был крещён в июле 1941 года в православной церкви Позен священником Александром Богачёвым.
В 1945 году семья Скуратовых (мать, дед и бабушка Ираида Николаевна Матвеева) переместилась вглубь Германии, тем не менее оказалась в советской зоне оккупации. С 1959 по 1960 год обучался на богословском факультете Лейпцигского университета. В 1960 году Георгию удалось бежать из ГДР в ФРГ.
С 1961 по 1962 год учился в Италии, затем с 1965 по 1968 года — в Свято-Сергиевском богословском институте в Париже. В 1970 году окончил Международную консерваторию музыки в Париже.
В 1971 году в Париже в юрисдикции Московского патриархата был пострижен в монашество и хиротонисан в сан иеродиакона. В 1973 году был хиротонисан в сан иеромонаха. С 1976 по 1989 год обучался на педагогическом факультете Бирмингемского университета, получив диплом бакалавра иностранных языков и магистра воспитательной психологии. Позднее работал на педагогическом факультете, в связи с чем получил британское гражданство.
С 1983 года находился в юрисдикции РПЦЗ, являлся духовным сыном епископа Ричмондского и Британского Константина (Ессенского), который в 1986 году преобразовал подворье в городе Бирмингеме в монастырь преподобного Серафима Саровского. В 1992 году назначен также духовником Благовещенской женской обители в Лондоне.
В связи с реституцией, проводимой в Латвии в начале 1990-х годов, его матери был возвращён земельный участкок в Риге, в связи с чем игумен Серафим принял решение о возвращении в Латвию и ходатайствовал о получении латвийского гражданства. Указом епископа Рижского и Латвийского Александра (Кудряшова) № 38 от 25 августа 1993 года игумен Серафим был принят в клир Латвийской православной церкви с назначением наместником возрождающегося Свято-Духова монастыря в Екабпилсе. 21 февраля 1996 года был освобождён от должности наместника.
В 1997 году был возведён в достоинство архимандрита.
В дальнейшем перешёл в РПАЦ. Рассматривался в качестве кандидата в епископы, но 2 декабря 2002 года был исключён из числа кандидатов во епископы «за грубые нарушения священных канонов». Перешёл в РПЦЗ(В). 15 июня 2006 года подписал открытое письмо к митрополиту Виталию (Устинову) с осуждением Антония (Орлова).
14 ноября 2007 года в храме святых Новомучеников и Исповедников Российских в Брюсселе епископом Антонием (Рудеем) единолично хиротонисан в сан викарного епископа Бирмингемского. На следующий обо иерарха рукоположили во епископа иеромонаха Романа (Апостолеску). Об этих хиротониях стало известно лишь 9 января 2008 года, когда Антоний (Рудей) распространил соответствующее заявление, в котором утверждал, что данные хиротонии совершены им «с согласия преосвященного Варфоломея [Воробьёва], епископа Едмонтонского и Западно-Канадского, члена Архиерейского Синода». Также в заявлении говорилось о разрыве канонического общения с епископом Владивостокским и Приморским Анастасием (Суржиком) — единственным архиереем РПЦЗ(В) на территории России, и с фактическим местоблюстителем первоиерарха РПЦЗ (В) епископом Владимиром (Целищевым). Таким образом, РПЦЗ(В) разделилась на РПЦЗ(В-В) и сторонников Антония (Рудея), которых стали именовать ИПЦМ, РПЦЗ(М) или РПЦЗ(В-А). 10 февраля 2009 года епископом РПЦЗ(В-В) Виктором (Парбусом) был запрещён в священнослужении. Запрет проигнорировал.
23 мая 2013 года на Архиерейском соборе ИПЦМ ему был присвоен титул «епископа Бирмингемского и Великобританского».
21 сентября 2018 года митрополит Филарет (Семовских) принял его в клир ПРЦ/РПЦЗ с сохранением титула. ПРЦ/РПЦЗ возникла в 2015 году, отколовшись от РПЦЗ(В-В).
Вместе с большинством епископов своей юрисдикции осудил единоличное решение митрополита Филарета о лишении сана и монашества епископа Санкт-Петербургского Зосимы (Мороза). Как отмечается на официальном сайте ПРЦ/РПЦЗ «когда бывший Первоиерарх ПРЦ/РПЦЗ Митрополит Филарет (Семовских) нарушил церковные каноны и учредил самочинное сборище из двух заштатных епископов, Архиепископ Серафим (Скуратов) как один из самых старейших архиереев РПЦЗ выступил с обличением беззакония и имел в этом поддержку со стороны всего Епископата».
26 августа 2020 года совместно с большинством архиереев ПРЦ/РПЦЗ сместил первоиерарха митрополита Филарета (Семовских). Одновременно ими же избран исполняющим обязанности председателя Синода данной юрисждикции на срок «до чрезвычайного Архиерейского Собора». Прошедший с 7 по 12 сентября 2019 года в селе Амосовка Курской области Архиерейский Собор ПРЦ/РПЦЗ избрал председателем Синода ПРЦ/РПЦЗ Филарета (Рожнова), а епископа Серафима (Скуратова) заместителем председателя Синода ПРЦ/РПЦЗ с возведением в достоинство архиепископа и назначением управляющим приходами во всей Западной Европе с титулом «Бирмингемский и Европейский». Тогда же собор утвердил постановление «Архиерейского Синода ПРЦ/РПЦЗ от 2/15 сентября 2018 о присоединении к Церкви Преосвященнейшего Серафима (Скуратова) Епископа Бирмингемского и Великобританского».
Как отмечается на официальном сайте ПРЦ/РПЦЗ «имел тяжелые хронические заболевания и жизнь его уже давно зависела от электрокардиостимулятора сердца; он принимал активное участие в делах Церкви как один из старейших и авторитетнейших епископов».
Скончался в ночь на 20 января 2021 года, после богослужения на праздник Богоявления Господня.